# إيما شامبرز
إيما شامبرز (بالإنجليزية: Emma Chambers)‏ هي ممثلة بريطانية، ولدت في 11 مارس 1964 بدونكاستر في المملكة المتحدة، وتوفيت في 21 فبراير 2018 في المملكة المتحدة بسبب نوبة قلبية.

## أعمال

### أفلام
- (1999) برافو اثنين صفر
- (1999) نوتينغ هيل[7][8][9]

### مسلسلات
- برافو اثنين صفر

## وصلات خارجية
- إيما شامبرز على موقع IMDb (الإنجليزية)
- إيما شامبرز على موقع روتن توميتوز (الإنجليزية)
- إيما شامبرز على موقع ألو سيني (الفرنسية)
- إيما شامبرز على موقع ميوزك برينز (الإنجليزية)
- إيما شامبرز على موقع أول موفي (الإنجليزية)
- إيما شامبرز على موقع قاعدة بيانات الأفلام السويدية (السويدية)
- إيما شامبرز على موقع قاعدة بيانات الفيلم (الإنجليزية)
- إيما شامبرز على موقع كينوبويسك (الروسية)